# Lobelia pringlei
Lobelia pringlei là loài thực vật có hoa trong họ Hoa chuông. Loài này được S.Watson mô tả khoa học đầu tiên năm 1890.